# Slovakiets fodboldlandshold
Slovakiets fodboldlandshold (slovakisk: Slovenské národné futbalové mužstvo) er det nationale fodboldhold i Slovakiet, og landsholdet bliver administreret af Slovenský Futbalový Zväz. Holdet har deltaget én gang (2010) ved VM og én gang (2016) ved EM. 
For resultater før 1994 se Tjekkoslovakiets fodboldlandshold.

## Historie
Efter delingen af Tjekkoslovakiet ved udgangen af 1992 ophørte landets fodboldlandshold også med at eksistere, og Slovakiet fik sit fodboldforbund optaget i FIFA i 1994. Herefter kunne holdet deltage ved kvalifikationen til EM i 1996, men mens nabolandet Tjekkiet spillede sig både til slutrunden, og helt frem til finalen, måtte slovakerne trods fire sejre i sin pulje affinde sig med en tredjeplads, og ingen billet til turneringen. Det samme var tilfældet ved kvalifikationen til VM i 1998.
Også op gennem 2000'erne stod Slovakiet i skyggen af de tjekkiske naboer, der kvalificerede sig til flere turneringer, mens slovakerne ikke fik spillet sig til nogen slutrunder. Dette ændrede sig dog da de to lande blev sat i samme gruppe i kvalifikationen til VM i 2010, en pulje der også indeholdt stærke hold som Slovenien og Polen. Slovakerne leverede en række gode resultater, blandt andet en 2-1 sejr på udebane over Tjekkiet og en 1-0 sejr på udebane over Polen, og kunne for første gang fejre en kvalifikation til. Ved slutrunden i Sydafrika blev holdet sat i pulje med New Zealand, Paraguay og Italien. Efter at have indledt med kun at spille 1-1 mod newzealænderne, og tabe 0-2 til paraguayanerne, var slovakerne tvunget til sejr i den sidste gruppekamp mod Italien. Opgøret blev et mindeværdigt øjeblik i landets fodboldhistorie, idet Slovakiet efter en højdramatisk kamp vandt 3-2, og var klar til 1/8-finalen. Her blev man dog besejret 2-1 af de senere finalister fra Holland.

## Turneringsoversigt

### Europamesterskaberne
| År   | Værtsland         | Slovakiets placering    |
| ---- | ----------------- | ----------------------- |
| 1996 | England           | Ikke kvalificeret       |
| 2000 | Belgien & Holland | Ikke kvalificeret       |
| 2004 | Portugal          | Ikke kvalificeret       |
| 2008 | Østrig & Schweiz  | Ikke kvalificeret       |
| 2012 | Polen & Ukraine   | Ikke kvalificeret       |
| 2016 | Frankrig          | 1/8-finale              |
| 2020 | Germany           | Gruppespil nr 3. Er ude |
| 2024 | Spain             | 1/8-finale              |

### Verdensmesterskaberne
| År   | Værtsland        | Slovakiets placering |
| ---- | ---------------- | -------------------- |
| 1998 | Frankrig         | Ikke kvalificeret    |
| 2002 | Sydkorea & Japan | Ikke kvalificeret    |
| 2006 | Tyskland         | Ikke kvalificeret    |
| 2010 | Sydafrika        | 1/8-finale           |
| 2014 | Brasilien        | Ikke kvalificeret    |
| 2018 | Rusland          | Ikke kvalificeret    |
| 2022 | Qatar            | Ikke Kvalificeret    |

### Olympiske lege
| År   | Værtsby                   | Slovakiets placering |
| ---- | ------------------------- | -------------------- |
| 1996 | Atlanta, USA              | Ikke kvalificeret    |
| 2000 | Sydney, Australien        | Ikke kvalificeret    |
| 2004 | Athen, Grækenland         | Ikke kvalificeret    |
| 2008 | Beijing, Kina             | Ikke kvalificeret    |
| 2012 | London, Storbritannien    | Ikke kvalificeret    |
| 2016 | Rio de Janeiro, Brasilien | Ikke kvalificeret    |
| 2020 | Japan                     | Ikke kvalificeret    |
| 2024 | Frankrig                  | Ikke kvalificeret    |

### FIFA Confederations Cup
| År   | Værtsland        | Slovakiets placering |
| ---- | ---------------- | -------------------- |
| 1995 | Saudi-Arabien    | Ikke kvalificeret    |
| 1997 | Saudi-Arabien    | Ikke kvalificeret    |
| 1999 | Mexico           | Ikke kvalificeret    |
| 2001 | Sydkorea & Japan | Ikke kvalificeret    |
| 2003 | Frankrig         | Ikke kvalificeret    |
| 2005 | Tyskland         | Ikke kvalificeret    |
| 2009 | Sydafrika        | Ikke kvalificeret    |
| 2013 | Brasilien        | Ikke kvalificeret    |
| 2017 | Rusland          | Ikke kvalificeret    |